# Survol habité de Vénus
 (novembre 2010).

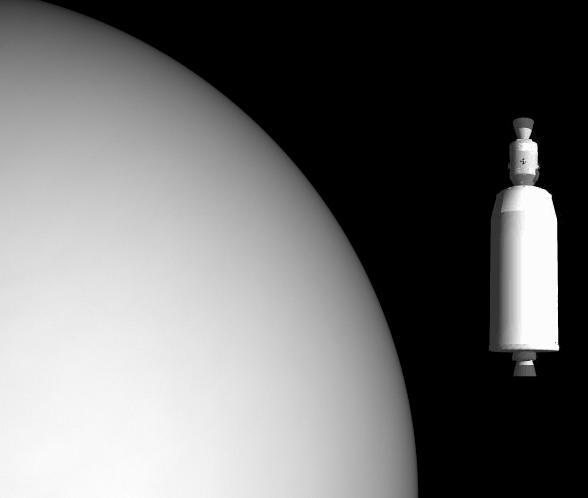
Vue d'artiste du vaisseau survolant Vénus : le CSM amarré à l'étage S-IV B.

Le survol habité de Vénus était un projet d'exploration de la planète voisine de la Terre. Étudié par la NASA dans le milieu des années 1960, dans le cadre du programme Apollo Applications Program (AAP), il devait utiliser du matériel provenant du programme Apollo. Le lancement aurait eu lieu le 31 octobre 1973, le survol de Vénus le 3 mars 1974 et un retour sur Terre le 1er décembre 1974.

## Caractéristiques générales

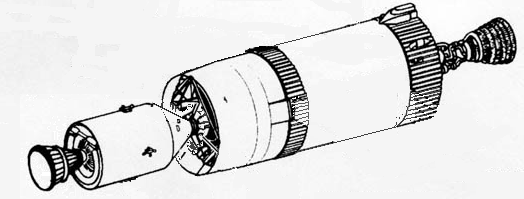
Expédition Apollo-Vénus. À gauche : le module de commande et de service, à droite : l'étage S-IV B.

La mission proposée aurait utilisé une fusée Saturn V pour envoyer trois hommes survoler Vénus, dans un vol qui aurait dû durer environ un an. Le troisième étage de la fusée, le S-IVB, aurait été un « atelier humide » semblable à celui envisagé pour la station spatiale américaine Skylab, utilisant d'abord son moteur pour injecter le vaisseau sur la trajectoire passant par Vénus, puis qui évacuerait tout le carburant restant afin de servir de foyer pour l'équipage pendant la durée de la mission. Le moteur du module de commande et de service Apollo (CSM) aurait été utilisé pour corriger la trajectoire pendant le transit vers Vénus et le retour sur Terre, et aurait permis la décélération précédant la rentrée du module de commande dans l'atmosphère de la Terre. Afin de libérer plus d'espace dans le carénage du module lunaire Spacecraft Lunar Module Adapter pour le tunnel reliant le CSM au S-IVB, le moteur du module de service aurait été remplacé par deux moteurs du module lunaire Apollo (LM). Ceux-ci auraient fourni une poussée similaire avec des tuyères plus courtes, et cette conception ajouterait aussi de la sécurité à la mission, grâce à la présence de moteurs redondants.
Les précurseurs au survol de Vénus comprendraient un premier vol d'essai orbital avec un S-IVB « atelier humide » et un adaptateur d'amarrage basique, et un vol d'essai s'étalant sur un an, en plaçant le S-IVB sur une orbite quasi-géostationnaire, autour de la Terre. 
Une singularité de la mission de survol de Vénus est que, contrairement aux voyages vers la Lune, le CSM aurait été séparé et se serait amarré à l'étage S-IVB avant sa mise à feu, après avoir effectué une rotation de 180°, ce qui aurait impliqué que les astronautes auraient dû voler « dos à la route », la poussée du moteur les poussant hors de leurs sièges plutôt qu'à l'intérieur. Cela était nécessaire parce qu'il n'y avait seulement qu'une petite fenêtre pour un abandon, par la mise à feu du CSM, pour un retour sur Terre après un éventuel échec du S-IVB, aussi tous les systèmes du vaisseau nécessitaient d'être opérationnels et contrôlés avant de quitter l'orbite de parking, autour de la Terre, pour voler vers Vénus.
Concrètement, après le survol réussi de cette planète réalisé par les sondes automatiques Mariner 2 en 1962 et Mariner 5 en 1967, il fallut attendre 1980 et les sondes Pioneer Venus pour voir un engin américain en orbite autour de cette planète.

## Science
La mission aurait permis de mesurer :
- la densité atmosphérique, la température et la pression en fonction de l'altitude, la latitude et le temps ;
- définition de la surface de la planète et de ses propriétés ;
- la composition chimique de la basse atmosphère et de la surface de la planète ;
- les données ionosphériques telles que la réflectivité de radio, la densité électronique et les propriétés des couches de nuages ;
- astronomie optique - mesures UV et IR au-dessus de l'atmosphère de la Terre pour aider la détermination de la distribution spatiale de l'hydrogène ;
- astronomie solaire - UV, rayons X et éventuelles mesures en infrarouge du spectre solaire et surveillance des événements solaires ;
- astronomie radar et radio - observations radio pour cartographier la luminosité du ciel et pour enquêter sur l'énergie solaire, des étoiles et des émissions radio planétaires ; mesures radar de la surface de Vénus et de Mercure ;
- astronomie des rayons X - mesures pour identifier de nouvelles sources de rayons X dans le système galactique et pour obtenir des informations supplémentaires sur les sources précédemment identifiées ;
- données sur l'environnement interplanétaire Terre-Vénus, comprenant les rayonnements de particules, les champs magnétiques et des météorites ;
- données sur la planète Mercure qui sera en alignement planétaire mutuel avec Vénus environ deux semaines après le survol de Vénus.

## Mission

### Phase A
La phase A du plan aurait lancé en orbite, par une Saturn V, un S-IVB atelier humide et un Block II module de commande et de service Apollo (CSM) standard. L'équipage séparerait le CSM du S-IVB en faisant sauter les panneaux du carénage (abritant le module lunaire pour les missions lunaires), puis effectuerait une manœuvre de transposition et d'amarrage similaire à celle menée sur les vols lunaires (soit un détachement du CSM de l'étage, suivi d'une rotation de 180° du CSM et d'un ré-amarrage avec le S-IVB), en vue de son amarrage avec le module d'amarrage attaché à l'avant du S-IVB. En option, ils pourraient alors utiliser le moteur du S-IVB pour les lancer sur une orbite haute avant de ventiler le carburant restant dans l'espace et d'entrer dans les réservoirs de carburant du S-IVB pour y mener des expériences pendant quelques semaines. Après avoir évalué l'utilisation du S-IVB comme un habitat à long terme pour les astronautes, ils séparaient le CSM du S-IVB et retourneraient sur Terre.

### Phase B
La phase B testerait le vaisseau de survol de Vénus pendant une mission de longue durée en orbite haute. Une Saturn V lancerait un Block III CSM conçu pour les vols spatiaux de longue durée et un S-IVB modifié avec le module Environmental Support Module requis pour le survol de Vénus réel, et à la suite de la manœuvre de transposition et d'amarrage, le moteur du S-IVB propulserait le vaisseau spatial sur une orbite circulaire à une altitude d'environ 25 000 miles autour de la Terre. Cette altitude serait suffisamment élevée pour être éloignée des ceintures de radiation de la Terre, en exposant le vaisseau à un environnement semblable à celui d'un voyage vers Vénus, mais assez près de la Terre pour que les astronautes puissent utiliser le CSM pour revenir en quelques heures en cas d'urgence.
La puissance serait probablement assurée par des panneaux solaires semblables à ceux utilisés sur Skylab, car il faudrait une grande quantité de carburant pour faire fonctionner pendant un an des piles à combustible. De même, les piles à combustible dans le module de service, utilisées pour fournir de l'énergie sur les vols lunaires, seraient remplacées par des batteries qui fournissent assez de puissance pour la durée du lancement et des opérations de rentrée.

### Phase C
La phase C serait le survol réel occupé, utilisant un Block IV CSM et une version actualisée du S-IVB de survol de Vénus, qui transporterait peut-être une grande antenne radio pour communiquer avec la Terre, et deux ou plusieurs petites sondes qui seraient larguées peu de temps avant le survol pour entrer dans l'atmosphère de Vénus. Le Block IV CSM posséderait des moteurs LM remplaçant les moteurs du module de service, des batteries remplaçant les piles à combustible, et d'autres modifications pour supporter la communication avec la Terre à longue portée et les vitesses de rentrée plus élevées, requises pour la trajectoire de retour, par rapport à un retour depuis l'orbite lunaire.
La mission de la phase C a été prévue pour être lancée fin octobre ou début novembre 1973, lorsque les exigences de vitesse nécessaire pour atteindre Vénus et la durée de la mission qui en résulterait seraient au plus bas. Après un bref séjour en orbite parking terrestre pour vérifier le vaisseau, l'équipage partirait vers Vénus : dans le cas d'un problème majeur lors de l'injection Trans-Vénus, ils auraient à peu près une heure pour séparer le module de commande et de service Apollo du S-IVB et utiliser le moteur du module de service pour annuler la plupart de la vitesse gagnée lors de la mise à feu de l'étage. Cela les insérerait sur une orbite très elliptique qui les ramènerait normalement sur Terre pour une rentrée deux à trois jours plus tard. Au-delà de ce moment, le moteur du module de service n'aurait pas assez de carburant pour renvoyer le module de commande et de service Apollo sur Terre avant que les batteries du module de service ne manquent de puissance.
Après le succès de la mise à feu du S-IVB, le vaisseau passerait à environ 3 000 miles de la surface de Vénus, environ quatre mois plus tard. La vitesse de survol serait si élevée que l'équipage n'aurait que quelques heures pour une étude détaillée de la planète. À ce stade, un ou plusieurs atterrisseurs, sondes automatiques, se sépareraient du vaisseau principal et atterriraient sur Vénus.
Pendant le reste de la mission, l'équipage réaliserait des études astronomiques du Soleil, du ciel et de Mercure, dont ils approcheraient à moins de 0,3 unité astronomique.

## Postérité
Fin 2014, la NASA a rendu public un nouveau projet de mission habitée dans l'atmosphère de Vénus, baptisé High Altitude Venus Operational Concept (HAVOC). Il s'agirait d'envoyer un véhicule qui stationnerait pendant 30 jours en orbite basse avec à son bord deux astronautes. La NASA évoque également la possibilité d’y installer une colonie.